# Shirō Izumi
Shirō Izumi (和泉 史郎 Izumi Shirō?), nacido el 6 de mayo de 1961, es un actor japonés, conocido por sus papeles en la franquicia Super Sentai Series.

## Carrera
Interpretó dos personajes principales, Yūma Ozora/Change Pegasus en Dengeki Sentai Changeman, y el papel que le dio más popularidad, Burai/Dragon Ranger en Kyōryū Sentai Zyuranger. Su trabajo como Burai tuvo tanto éxito y popularidad que cuando su personaje murió en Zyuranger se hizo una campaña por carta en la que los seguidores de la serie pidieron su vuelta. Aunque los guionistas decidieron que Burai permaneciera muerto como forma de mostrar a los espectadores más jóvenes que incluso los héroes mueren a veces, Izumi volvió brevemente como el fantasma de Burai hacia el final de la serie. También hizo apariciones en Ninja Sentai Kakuranger, Chōriki Sentai Ohranger y Super Sentai World.
En la actualidad está retirado de la interpretación y tiene un hijo.

## Filmografía

### Serie TV
- Dengeki Sentai Changeman (1985): Yūma Ozora/Change Pegasus
- Kyōryū Sentai Zyuranger (1992): Burai/Dragon Ranger
- Ninja Sentai Kakuranger (1994): "Samurai Salvador" (episodio 9)[Notas 1]
- Chōriki Sentai Ohranger (1995): Guardabosque y padre de Kenichi (episodio 3)

### Película
- Super Sentai World (1994): Masato